# Theo Etienne
Theo Etienne (ur. 3 września 1996) – brytyjski lekkoatleta specjalizujący się w biegach sprinterskich.
Jego matka pochodzi z Jamajki, a ojciec z Dominikany. Jest jednym z najniższych sprinterów (162 cm). 
W 2017 wystąpił w halowych mistrzostwach Europy w Belgradzie, gdzie w biegu finałowym na 60 metrów zajął 5. miejsce. W tym samym roku zdobył srebro młodzieżowych mistrzostw Europy w sztafecie 4 × 100 metrów. 
Medalista mistrzostw Wielkiej Brytanii.

## Osiągnięcia
| Rok  | Impreza                        | Miejsce   | Konkurencja             | Lokata     | Wynik |
| ---- | ------------------------------ | --------- | ----------------------- | ---------- | ----- |
| 2017 | Halowe mistrzostwa Europy      | Belgrad   | bieg na 60 metrów       | 5. miejsce | 6,67  |
| 2017 | Młodzieżowe mistrzostwa Europy | Bydgoszcz | sztafeta 4 × 100 metrów | 2. miejsce | 39,11 |

## Rekordy życiowe
- Bieg na 60 metrów – 6,56 (5 marca 2016, Jablonec nad Nysą)
- Bieg na 100 metrów – 10,23 /10,14w (20 lipca 2016, Londyn)